# Tengerparttal nem rendelkező ország

Tengerparttal nem rendelkező országok területe. Zöld: a tengerektől egyszeresen elzárt országok, lila: kétszeresen elzárt országok.

Tengerparttal nem rendelkező ország (angolul landlocked country) minden olyan állam, amelyet minden irányból szárazföld vesz körbe. 2012-ben 44, a vitatott státuszú államokkal (Koszovóval, Dél-Oszétiával és a Dnyeszter Menti Köztársasággal, valamint a Seborga Hercegség mikronemzettel) együtt 48 ilyen ország létezett. Az ilyen státusz a történelem során mindig hátrányokkal járt, mert megfosztotta az adott országot a halászat lehetőségétől és a tengeri kereskedelem előnyeitől. A kereskedelem jelenleg egyre növekvő hányada bonyolódik vízi úton, nagy része tengereken. A part menti területek, térségek általában nagyobb népsűrűséggel és jobb gazdasággal rendelkeztek a tengertől elzárt társaiknál. Ezeket a hátrányokat elkerülendő, a legtöbb ország arra törekedett, hogy legyen tengerparti határszakasza. A jelentősebb próbálkozások közé tartozott, amikor a Dunát nemzetközivé tették, amikor az első világháború után Lengyelország megkapta a lengyel folyosót; a Raguzai Köztársaság Neum városát önként az Oszmán Birodalomnak ajándékozta, csak hogy ne legyen közös határa Velencével – ez a terület most Bosznia-Hercegovina területéhez tartozik, amely segítségével tengeri kijárata van Horvátország belsejében.

## Kétszeresen tengertől elzárt országok
Az ilyen országok attól különlegesek, hogy minden határszakaszukon olyan országok határolják őket, amelyek szintén nem rendelkeznek tengerparttal. Az egész világon csupán két ilyen ország van: Liechtenstein és Üzbegisztán. Az ilyen országok állampolgárainak legalább kétszer kell határt átlépniük, hogy tengerhez érjenek.
Megjegyzendő azonban, hogy az Üzbegisztánnal határos Kazahsztán és Türkmenisztán is rendelkezik „tengerparttal”, a Kaszpi-tenger mossa mindkét ország partját. Ez azonban nem része a világtengernek, hanem valójában egy hatalmas tó.

## Majdnem tengerpart nélküli országok
Általában azokat az országokat szokták ide sorolni, ahol a teljes országhatárhoz képest a tengerpart hossza 5%-nál kevesebb. Ezek az országok csak egy keskeny szakaszon élhetnek a nyílt víz előnyeivel, gyakran csak korlátozott számú kikötőjük van.
Ilyen országok a következők (a kettőspont után a tengerpart aránya):
- Bosznia-Hercegovina: 1,4%,
- Irak: 1,6%,
- Jordánia: 1,6%,
- Kongói Demokratikus Köztársaság: 3%,
- Kongói Köztársaság: 3%,
- Togo: 3,3%,
- Szlovénia: 3,4%,
- Belgium: 4,6%.

## Tengerparttal nem rendelkező országok listája
- Afganisztán
- Andorra
- Ausztria
- Azerbajdzsán
- Bhután
- Bolívia
- Botswana
- Burkina Faso
- Burundi
- Csád
- Csehország
- Dél-Szudán
- Észak-Macedónia
- Etiópia
- Fehéroroszország
- Kazahsztán
- Kirgizisztán
- Koszovó
- Közép-afrikai Köztársaság
- Laosz
- Lesotho
- Liechtenstein
- Luxemburg
- Malawi
- Mali
- Magyarország
- Moldova
- Mongólia
- Nepál
- Niger
- Örményország
- Paraguay
- Ruanda
- San Marino
- Svájc
- Szerbia
- Szlovákia
- Szváziföld
- Tádzsikisztán
- Türkmenisztán
- Uganda
- Üzbegisztán
- Vatikán
- Zambia
- Zimbabwe